# آبوتسبرگ (کارولینای شمالی)
ابوتسبرک، شمال کارولینا (به انگلیسی: Abbottsburg, North Carolina) در ایالات متحده آمریکا است که در کارولینای شمالی واقع شده‌است.